# Neopolemon breviventris
Neopolemon breviventris är en stekelart som först beskrevs av Telenga 1935.  Neopolemon breviventris ingår i släktet Neopolemon och familjen bracksteklar. Inga underarter finns listade i Catalogue of Life.